# 中華民國審計部
審計部是中華民國有關政府審計業務的最高主管機關，為隸屬於監察院的中央政府部門，主要業務職責為審核各級政府機關之財務收支、考核財務效能、審核決算、稽察財務上之違失、核定財務責任等。審計權之行使對象，與監察院的行使彈劾權、糾舉權相同，為中央至地方政府所屬全國各機關之有關人員；範圍為中央至地方政府所屬全國各機關、基金及公有（營）事業、公私合營事業及受公款補助之私人團體暨公設財團法人等。

## 歷史
北洋政府
- 1912年3月《中華民國臨時約法》由中華民國參議院通過，北洋政府於國務院內成立審計處。
- 1915年6月，審計處改為審計院，直隸大總統。

國民政府
- 1925年，7月國民政府在廣州成立；8月成立監察院，院內第二局設審計科。
- 1927年11月，監察院第三司掌理中央與地方審計業務。
- 1928年7月，國民政府成立審計院。
- 1931年2月，審計院改制為審計部，隸屬監察院。
- 1947年頒行《中華民國憲法》，明定審計權為監察權之一。《中華民國憲法》第104條規定，監察院設審計長，由總統提名，經立法院同意任命之；第105條規定，審計長應於行政院提出決算後3個月內，依法完成其審核，並提出審核報告於立法院。
- 1972年5月，修正審計法後完成地方審計建制，明定審計部於各省市政府成立審計處、縣市政府成立審計室。
- 1993-94年，裁撤國庫審計處、臺灣省審計處省庫審計室。
- 2001年，精省後裁撤臺灣省審計處、福建省審計處[註 1]，另設立教育農林審計處及交通建設審計處。
- 2021年11月30日，因應政府數位轉型發展，接軌國際審計趨勢，立法院三讀通過《審計部組織法》部分條文修正案：審計部將增設第六廳，掌理數位及科技發展審計事項；同時也成立資訊處，掌理資訊系統發展、資訊設備維運及資訊安全管理事項。

## 歷任首長
國務院審計處總辦
- 陳錦濤：1912年9月－1913年

國民政府審計院院長
- ：1928年3月－1931年2月

審計部部長
- 茹欲立：1931年2月－1933年4月
- 李元鼎：1933年4月－1935年2月
- 林雲陔：1936年9月－1948年6月

審計長
- 林雲陔：1948年6月－1948年10月
- 張承槱：1949年5月－1956年9月
- 蔡屏藩：1956年11月－1962年12月
- 汪康培：1963年1月－1968年12月
- 張導民：1969年1月－1987年1月
- 鍾時益：1987年1月－1989年10月
- 蘇振平：1989年10月－2007年9月
- 林慶隆：2007年10月2日－2019年10月1日
- 陳瑞敏：2019年10月2日－現任

## 組織
審計部及所屬教育農林審計處暨交通建設審計處，掌理中央政府各機關審計事務；另於各直轄市設審計處，以及各縣市（連江縣除外）設有審計室，分別掌理各該地方政府各機關審計事務。
審計會議
- 審計長
  - 副審計長
    - 審計官
    - 主任秘書

| 業務單位 - 第一廳：掌理普通公務審計事項。 - 第二廳：掌理國防經費審計事項。 - 第三廳：掌理特種公務審計事項。 - 第四廳：掌理公有營業及公有事業審計事項。 - 第五廳：掌理財物審計事項。 - 第六廳：掌理數位及科技發展審計事項。 幕僚單位 - 秘書室：掌理覆核文稿與承辦會議及長官交辦事項。 - 覆審室：掌理覆核聲復、聲請覆議、再審查、重要審計案件及不屬各廳之審計事項。 - 資訊處：掌理資訊系統發展、資訊設備維運及資安管理事項。 - 總務處：掌理文書、印信、檔案、出納及庶務等事務。 直屬委員會 - 審計業務研究委員會 - 關鍵審計議題發展委員會 - 審計人員訓練委員會 - 法規委員會 - 訴願審議委員會 - 推動審議制度改革委員會 - 中央政府總決算審核委員會 - 諮詢委員會 | - 教育農林審計處 - 交通建設審計處 - 臺北市審計處 - 新北市審計處 - 桃園市審計處 - 臺中市審計處 - 臺南市審計處 - 高雄市審計處 - 臺灣省基隆市審計室（兼辦福建省連江縣及其所轄鄉財務審計事務） - 臺灣省宜蘭縣審計室 - 臺灣省新竹縣審計室 - 臺灣省新竹市審計室 - 臺灣省苗栗縣審計室 - 臺灣省彰化縣審計室 - 臺灣省南投縣審計室 - 臺灣省雲林縣審計室 - 臺灣省嘉義縣審計室 - 臺灣省嘉義市審計室 - 臺灣省屏東縣審計室 - 臺灣省花蓮縣審計室 - 臺灣省臺東縣審計室 - 臺灣省澎湖縣審計室 - 福建省金門縣審計室 |

## 職權
依據《審計法》第2條規定，審計部的主要功能分別如下：
1. 審核政府財務收支，提高政府財務報表之公信力：此類審計工作，目的在審核政府預算執行結果及財務狀況，提高財務報表之公信力。其功能主要係對立法部門提供服務。
2. 考核財務效能，提供財務管理顧問之服務：審計機關考核各機關之績效，並於政府編擬年度概算前，提供審核以前年度預算執行之有關資料及財務上增進效能及減少不經濟支出之建議意見。此等功能，乃向行政部門提供管理顧問之服務。
3. 稽察機關人員財務上之違失，匡正財務紀律：此一工作具有政府財務警察之性質，也是審計機關對監察部門及司法檢察部門提供之服務。
4. 審核機關經管財物之損失、核定財務賠償責任：此為《審計法》授予之準司法權，一般亦稱為「政府財務司法」。

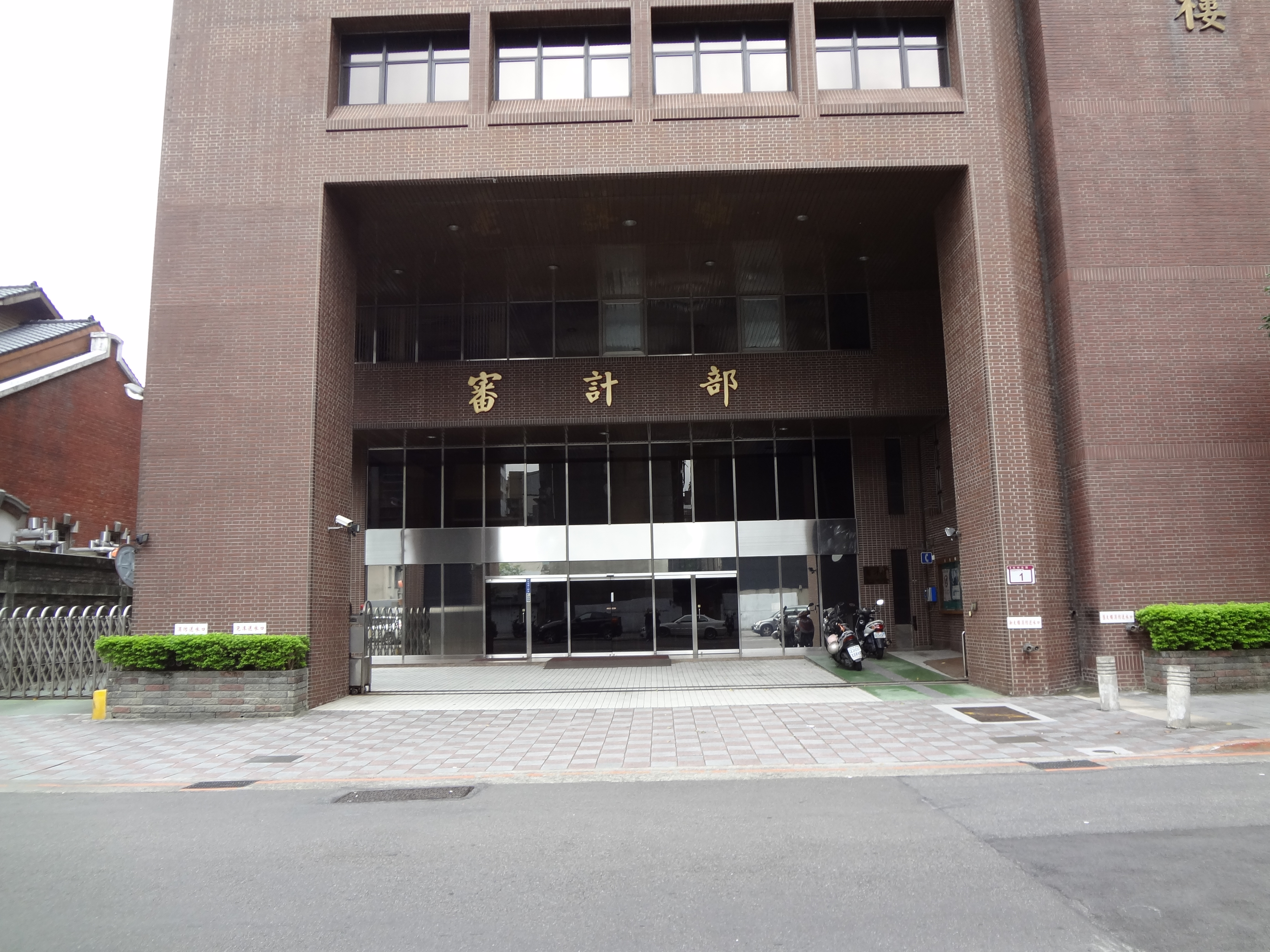
審計大樓大門

## 外部連結
- （繁體中文）（英文）審計部全球資訊網（页面存档备份，存于）